# Liste des députés européens d'Irlande (pays) de la 4e législature

Cet article présente la liste des députés européens élus en Irlande de la mandature 1994-1999, élus lors des élections européennes de 1994 en Irlande.

## Liste
| Nom                    | Circonscription | Liste              | Groupe parlementaire européen     |
| ---------------------- | --------------- | ------------------ | --------------------------------- |
| Nuala Ahern            | Leinster        | Parti vert         | Verts                             |
| Niall Andrews          | Dublin          | Fianna Fáil        | RDE (1994-1995) / UPE (1995-1999) |
| Mary Banotti           | Dublin          | Fine Gael          | PPE                               |
| Gerry Collins          | Munster         | Fianna Fáil        | RDE (1994-1995) / UPE (1995-1999) |
| Pat Cox                | Munster         | Indépendant        | ELDR                              |
| Brian Crowley          | Munster         | Fianna Fáil        | RDE (1994-1995) / UPE (1995-1999) |
| John Cushnahan         | Munster         | Fine Gael          | PPE                               |
| Jim Fitzsimons         | Leinster        | Fianna Fáil        | RDE (1994-1995) / UPE (1995-1999) |
| Pat the Cope Gallagher | Connacht Ulster | Fianna Fáil        | RDE (1994-1995) / UPE (1995-1999) |
| Alan Gillis            | Leinster        | Fine Gael          | PPE                               |
| Liam Hyland            | Leinster        | Fianna Fáil        | RDE (1994-1995) / UPE (1995-1999) |
| Mark Killilea          | Connacht Ulster | Fianna Fáil        | RDE (1994-1995) / UPE (1995-1999) |
| Bernie Malone          | Dublin          | Parti travailliste | PSE                               |
| Joe McCartin           | Connacht Ulster | Fine Gael          | PPE                               |
| Patricia McKenna       | Dublin          | Parti vert         | Verts                             |